# Pic du Géant
Ne doit pas être confondu avec le pic de la Fossa del Gegant
Le pic du Géant ou pic des Bâtiments (en catalan, « Bastiments » ou « puig des Bastiments ») est un sommet des Pyrénées culminant à 2 881 m, situé sur la frontière entre l'Espagne et la France. Son flanc oriental forme (avec le Gra de Fajol (en), 2 714 m) un cirque naturel, l'Ull de Ter (ou Ulldeter), où le fleuve côtier Ter prend sa source et où sont installés la station de sports d'hiver de Vallter 2000, ainsi qu'un refuge de montagne (près du cours naissant du Ter).
Son sommet sert de limite entre les communes espagnoles de Setcases (dont il est le point culminant) et Queralbs, et la commune française de Fontpédrouse.
Le pic du Géant est parsemé d'éboulis, sa végétation est rase. Il forme un habitat privilégié du Lagopède alpin. Il est protégé, côté français, par le parc naturel régional des Pyrénées catalanes et la zone de protection spéciale du site Natura 2000 « Puigmal-Carança ». Du côté espagnol, la protection est assurée par le site Natura 2000 déclaré « site d'intérêt naturel » par la généralité de Catalogne (espai d'interès natural), ceci au moyen de la création du parc naturel des hautes vallées du Ter et du Freser en 2015.

## Géographie

### Topographie

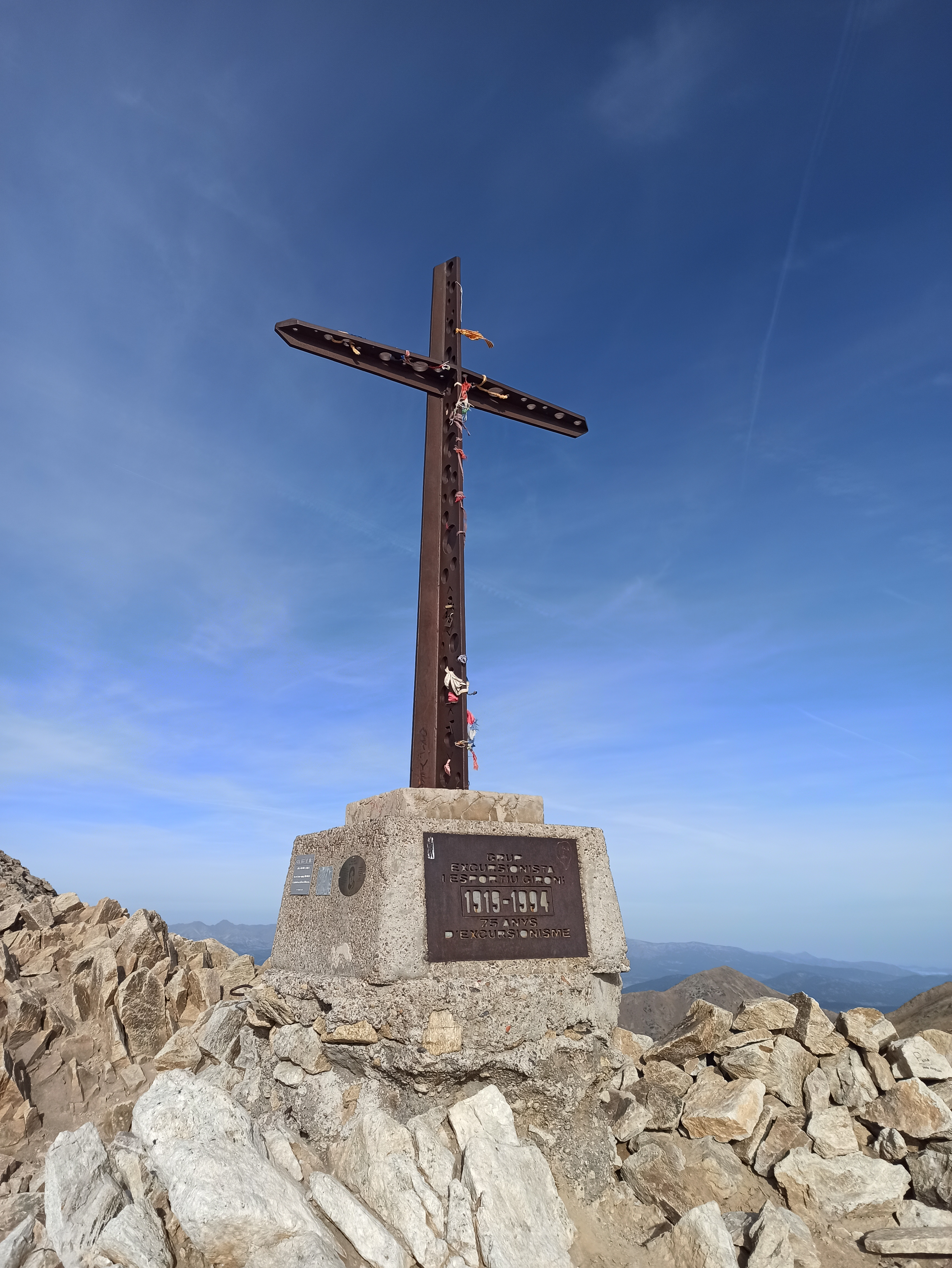
« Creu de Bastiments ».

Le pic du Géant dispose d’une crête sommitale qui est détaillée par l’ICGC : le sommet s’y appelle « Bastiments » (avec une altitude de 2 881,2 m).
L’IGN français ne détaille pas cette crête et place le sommet environ 150 m plus à l’ouest-nord-ouest (où il est déclaré à 2 881 m), en un endroit désigné « piolet de Bastiments » (altitude 2 880,4 m) sur la carte de l’ICGC : il s'agit de l'emplacement d'un poteau en acier qui a une forme de piolet.
Une croix se trouve à l'est du sommet, légèrement en contrebas à l'altitude 2 858,2 m, désignée « Creu de Bastiments » sur la carte de l'ICGC. Cette croix y a été installée en 1994 par le Club de randonnée et de sport de Gérone (ca) à l'occasion du 75e anniversaire de sa fondation.

### Hydrologie
Dans le cirque de l’Ulldeter prend naissance le Ter, fleuve côtier qui s’écoule vers la Méditerranée, après avoir arrosé la ville catalane de Gérone. Sur le versant opposé de ce cirque (vers l’ouest), naît le Freser, rivière qui rejoint le Ter à Ripoll.

### Géologie

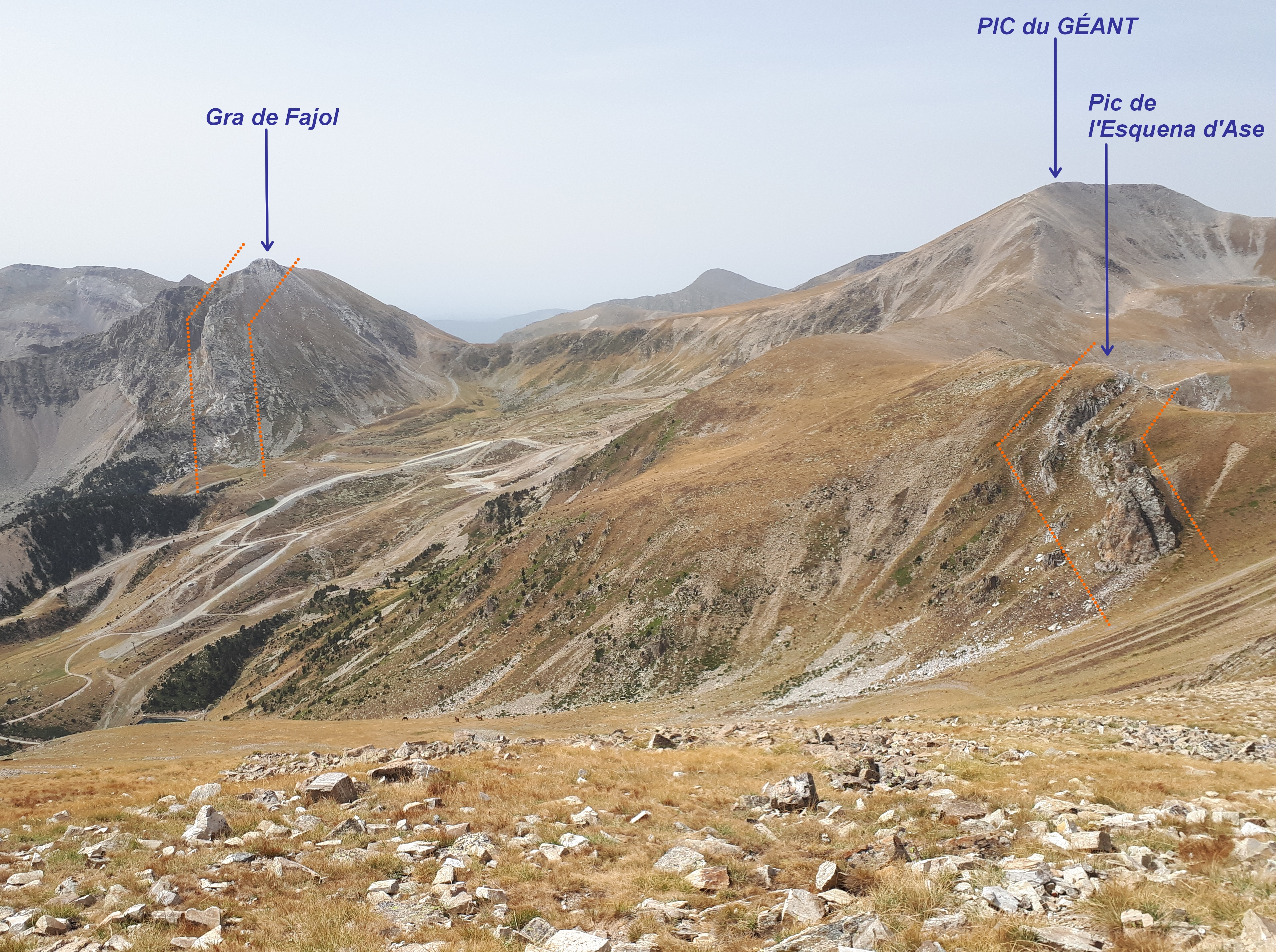
Affleurements de filons de quartz géants (entre les pointillés rouges) : à gauche sur le Gra de Fajol ; à droite sur la crête de l'Esquena d'Ase (qui est un contrefort du pic du Géant).

La montagne est située près de la marge méridionale du vaste massif du Canigou-Carança. Ici, la formation principale est composée d'orthogneiss, ou métagranite. Cette formation est issue du granite d'une intrusion ignée profonde qui, il y a environ 470 millions d'années, à l'Ordovicien, a fait intrusion dans des formations sédimentaires d'âge cambrien et plus anciennes. Au cours de l'orogenèse hercynienne, il y a environ 300 millions d'années, le granite a été métamorphisé en gneiss. Il a depuis été soulevé par des forces tectoniques et exposé à la surface par l'érosion,.
Une particularité géologique de ce secteur du massif est l'existence de filons de quartz géants qui traversent le gneiss dans une direction ouest-est. Ces filons de quartz sont les plus grands de leur genre dans les Pyrénées. Des affleurements de ces filons de quartz se trouvent sur les pentes orientales du pic du Géant, notamment sur la crête de l'Esquena d'Ase. Un filon de quartz proéminent se trouve également sur les pentes et le sommet du Gra de Fajol (en) (« grain de Sarrasin » en français, altitude 2 714 m selon l’ICGC), qui est situé immédiatement au sud du pic du Géant.

### Climat
Le climat est celui d’un sommet des Pyrénées-Orientales de près de 3 000 m : il est identique à celui du massif du Canigou[réf. nécessaire] (culminant à 2 784 m) dont le pic du Géant est un voisin direct (le sommet du pic du Géant se trouve à environ 12 km à l'ouest du pla Guillem qui est la limite occidentale du massif du Canigou).

## Activités

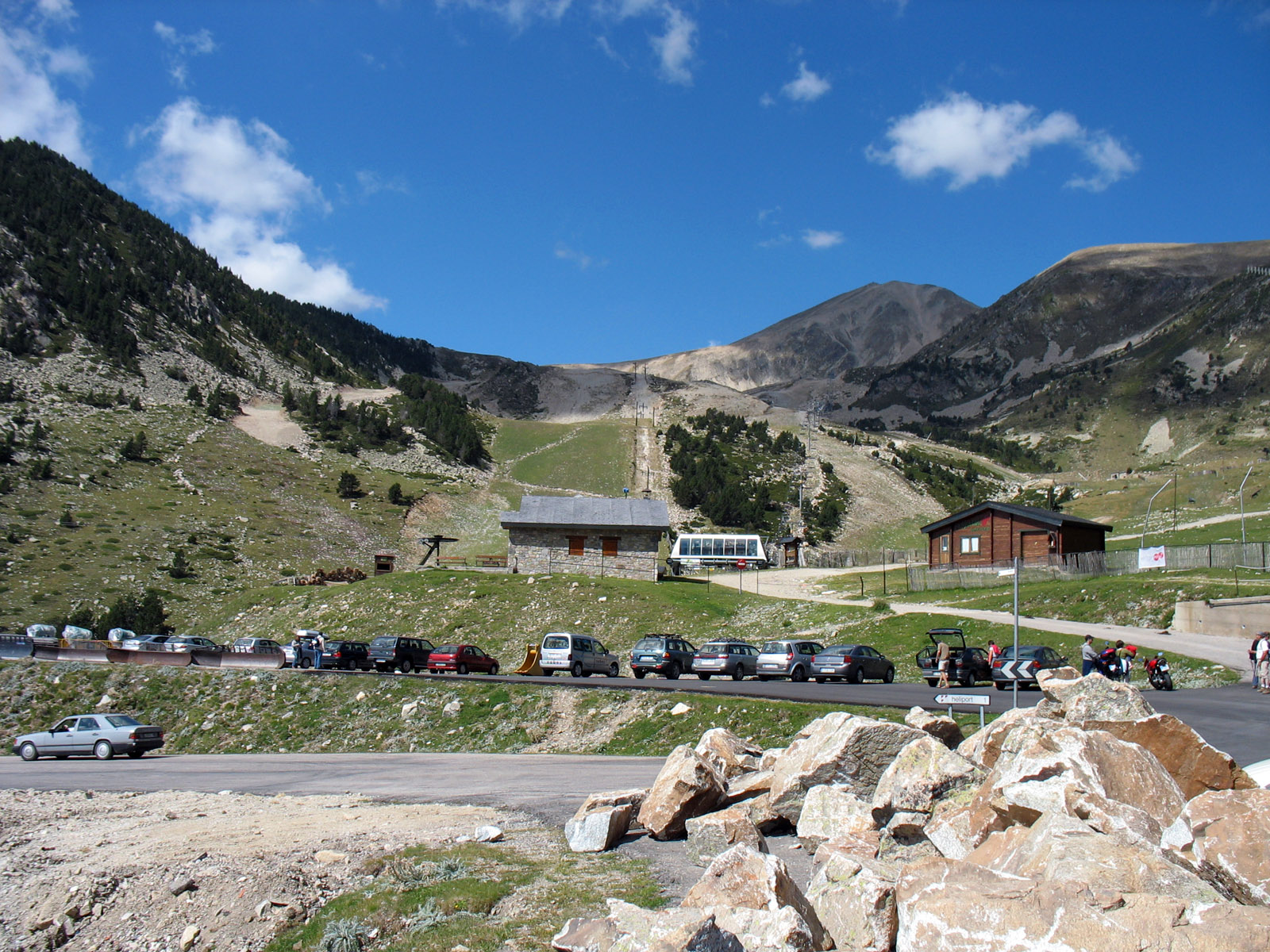
Vue du pic du Géant (au fond) depuis la station de Vallter 2000.

### Voies d'accès et randonnées
Lorsqu'il n'est pas enneigé, le pic du Géant est accessible aux marcheurs et coureurs expérimentés sans toutefois être directement desservi par des sentiers de randonnées balisés. Il se trouve néanmoins à environ 3 km au sud du GR10 et du GR36, et à 3 km à l'ouest du GR176. Il est aussi à environ 7 km à l'ouest du GRP Ronde du Canigou.
Depuis l'Espagne, le refuge d'Ulldeter, situé dans le cirque de même nom, à environ 3 km à vol d'oiseau du pic du Géant, permet d'accéder relativement rapidement au pic du Géant, le dénivelé positif étant toutefois de 650 m environ.

### Sports d'hiver
Une station de sports d’hiver, appelée Vallter 2000, est installée sur les contreforts du pic du Géant, vers le sud-est, dans la partie orientale du cirque (l’Ulldeter) formé avec le Gra de Fajol (en).